# Piperiton
Piperiton  är en naturlig monoterpenketon som utgör en del av vissa eteriska oljor. Båda stereoisomererna, D-formen och L-formen, är kända. D-formen har en pepparmintliknande doft och har isolerats från plantoljorna från växtsläktena Citrongrässläktet, Andropogon och Myntasläktet. L-formen har isolerats från sitkagran.
Piperiton används som huvudråvara för framställning av syntetisk mentol och tymol. Den primära källan till D / L-piperiton är från Eucalyptus dives, producerat huvudsakligen i Sydafrika.

## Framställning
Piperiton kan framställas ur metylvinylketon och mesityloxid.